# مجموعه ورزشی سلطان قابوس
مجموعه ورزشی سلطان قابوس (عربی: مجمع السلطان قابوس الریاضی) یک استادیوم چندمنظوره دولتی در ناحیه بوشر مسقط، عمان است. این استادیوم بیشتر برای بازی‌های فوتبال استفاده می‌شود. گنجایش آن هم‌اکنون ۳۴۰۰۰ نفر است. این ورزشگاه خانهٔ تیم ملی فوتبال عمان است.